# Kije (Święty Krzyż)
Kije is een dorp in het Poolse woiwodschap Święty Krzyż, in het district Pińczowski. De plaats maakt deel uit van de gemeente Kije.

## Verkeer en vervoer
- Station Kije